# Schrattenberg
Schrattenberg là một thị xã thuộc huyện Mistelbach trong bang Niederösterreich.